# بوتس مالوری
بوتس مالوری (انگلیسی: Boots Mallory؛ ۲۲ اکتبر ۱۹۱۳ – ۱ دسامبر ۱۹۵۸) یک هنرپیشه و هنرمند رقص اهل ایالات متحده آمریکا بود.
از فیلم‌ها یا مجموعه‌های تلویزیونی که وی در آن‌ها نقش داشته است می‌توان به خانم سوئیسی (۱۹۳۸) اشاره نمود.